# Heimaths-Kinder
Heimaths-Kinder, op. 85, är en vals av Johann Strauss den yngre. Den spelades första gången den 16 september 1850 i Wien.

## Historia
Söndagen den 15 september 1850 tillkännagav flera dagstidningar i Wien en musiktävling som skulle äga rum följande kväll i danslokalen Zum Sperl i förorten Leopoldstadt. Tre orkestrar skulle uppträda: Johann Strauss med sin orkester från Österrike, kapellmästare Franz Haniel med Wasaregementets infanterikår från Ungern och kapellmästare Pergler med Skarpskytterörelsen från Prag. Priset var en silverkopp dekorerad med lagerkrans. Varje gäst fick vid ankomsten en stämplad pappersbit som han eller hon fyllde i med valfri orkester och placerade i en urna. Hälften av aftonens nettoinkomst donerades till de fattiga i Leopoldstadt.
En stor folkmängd samlades i Zum Sperl för att åhöra tävlingen. Strauss spelade i lokalens övre rum, Franz Haniel dirigerade sin orkester i trädgården och Pergel i trädgårdssalongen. Den 18 september rapporterade tidningen Wiener Allgemeine Theaterzeitung om evenemanget och tillkännagav resultatet av tävlingen: "Herr Strauss vann tävlingen med en majoritet av över 400 röster. Vi ger honom priset helhjärtat för hans valser, nämligen "Vaterländischen" och "Johanniskäferln", var ganska förtjusande ".
Medan valsen Johannis-Käferln är lätt att spåra då den först framfördes av Strauss och hans orkester vid en fest på Casino Zögernitz den 28 juli 1850 och därefter publicerades som kompositörens opus 82, är det knepigare med den valsen Vaterländische. Ingen vals med detta namn återfinns i Strausskatalogen över publicerade dansverk, och ändå skulle varken Strauss eller hans förläggare ha förbisett potentialen med en så högprofilerad försäljningslansering som pristävlingen. Troligtvis ligger svaret i en annons som placerades i Wiener Zeitung den 6 februari 1851. Under rubriken "Senaste dansmusik för Pianoforte av Johann Strauss" tillkännagav förlaget Pietro Mechetti fem nya dansverk av den unga kompositören. Överst på listan finns en vals med titeln Heimaths-Kinder op. 85 - ingen tidigare hänvisning till en vals med detta namn återfinns i tillkännagivanden eller rapporter om Strauss föreställningar. Denna bakgrundsdetalj, tillsammans med likheten i idéerna som förmedlas av titlarna på de två Strauss-valsarna, Vaterländische (De av faderlandet) och Heimaths-Kinder (Barn av hemlandet), leder till att man antar att de två verken är ett och samma.

## Om valsen
Speltiden är ca 8 minuter och 56 sekunder plus minus några sekunder beroende på dirigentens musikaliska tolkning.

## Weblänkar
- Dynastin Strauss 1850 med kommentarer om Heimaths-Kinder.
- Heimaths-Kinder i Naxos-utgåvan.